# Прусско-польская кампания (1812—1813)
Прусско-польская кампания 1812—1813 годов, во французской историографии — отход от Немана к Эльбе, в русской историографии — весенняя кампания 1813 года — серия операций наполеоновских войн, которые проходили с декабря 1812 по апрель 1813 года. В них Французская империя и её союзники противостояли Российской империи сначала в одиночку, а затем в союзе с Пруссией.
В конце катастрофической русской кампании Наполеон оставил остатки своей армии и вернулся в Париж, оставив командование Иоахиму Мюрату, а затем Эжену де Богарне. Александр решает продолжить войну в Германии. Измученная и уступавшая в численности французская армия поэтапно отступила к Эльбе; русская армия оккупировала Варшавское герцогство, пребывавшая до 1812 года в вынужденном союзе с Францией Пруссия объявила ей войну 16 марта 1813 года, в то время как Австрийская империя предпочла нейтралитет. На этом этапе войны произошли лишь незначительные столкновения, при этом французы и их польские союзники сохранили несколько мест к востоку от Эльбы, но имели важные политические и стратегические последствия. Возвращение Наполеона на Эльбу в апреле 1813 года с обновленной армией открыло новый этап операций немецкой кампании 1813 года.

## Продолжение русской кампании

### Переправа через Неман
Вечером 5 декабря 1812 года в Сморгони, написав 29-й бюллетень Великой армии, в котором он пытался минимизировать свои потери, Наполеон Бонапарт оставил свои войска, чтобы вернуться в Париж, вернуть себе контроль над своей империей и собрать новую армию. Он оставляет командование маршалу и королю Неаполя Иоахиму Мюрату, с Луи Александром Бертье в качестве начальника штаба и Юго-Бернара Маре, чтобы руководить его дипломатией из Вильнюса. Он послал в Берлин Луи-Мари Лара-Нарбонна, чтобы призвать короля Пруссии соблюдать обязанности союзника Франции, Жака Александра Ло де Лористона в Варшаву для реорганизации армии Варшавского герцогства и генерала Жана Раппа командовать базой снабжения и важным оплотом Данцигом.. План Наполеона заключался в том, чтобы создать линию обороны на Немане при поддержке крепостей Вильнюса и Каунаса, чтобы дать возможность армии пополнить свои силы и дождаться прибытия подкреплений. В Вильнюсе пребывал свежий гарнизон численностью 12 тыс., на его складах имеется 4 млн пайков, 30 тыс. пар обуви и многое другое. В Курляндии был 10-й корпус, который маршал Жаком Макдональд должен был вернуться в Пруссию, баварский корпус Карла-Филиппа фон Вреде, австрийский корпус Карла-Филиппа цу Шварценберга и 5-й польский корпус Юзефа Понятовского, которые будут обучать новобранцев из герцогства. Наполеон думал, что сможет собрать 170 тыс. на территории между Неманом и Одером.
Однако последние дни отступления из России были тяжелыми: сильные морозы (от −22 до −30 °C) усугубили истощение армии, потерявшей на пути между Сморгонью и Вильнюсом 20 тыс. солдат. Дивизия Луи Луазона, посланная из Польши в Ошмяны для прикрытия отступления, обнаружила, что все дома заняты; окрестные деревни были разрушены и солдатам пришлось несколько ночей ночевать под открытым небом при −27°С: из 10 тыс. только 3 тыс. вернулись живыми в Вильнюс. С собравшимися на подходе второстепенными корпусами едва 25 тыс. сумели переправиться через Неман в беспорядке, большинство из них были деморализованы и не могли сражаться, в то время как русские армии сошлись в городе: Вильнюс был эвакуирован без боя с 10 декабря, были брошены склады, армейская казна и от 100 до 120 пушек.

### Реорганизация французской армии в Польше и Пруссии
Проезжая 11 декабря через Варшаву, император пришел в ярость, узнав, что его посол Доминик Прадт плохо подготовил Варшавское герцогство к оставшейся части кампании и собрал лишь 80 тыс. плохо подготовленных рекрутов, располагая недостаточными финансовыми ресурсами. Продолжая свое путешествие, он инкогнито пересек Германию и Францию и 19 декабря 1812 года прибыл в Париж.
19 декабря Мюрат основал свою штаб-квартиру в Кёнигсберге. Он приказал подготовить жилье и продовольствие для 25 тыс. человек, но встретил лишь  слабые остатки Имперской Гвардии в 400-500 пехотинцев и 200-300 кавалеристов и несколько тысяч отставших в плохом состоянии и разрозненном порядке солдат. Мюрат понимает, что замерзший Неман не сможет остановить наступление русских. Он начал организовывать эвакуацию войск на зимние квартиры в Варшаву: остатков гвардии в Кёнигсберге, спешенной кавалерии в Эльбинга, частей 2-го и 3-го в Мариенбурга, 4-го и 2-го в Мариенвердере, 1-го и 8-го в Торуни, 6-го в Плоцке и переправившихся через Неман в Алитусе 5-го. Больных и раненых офицеров отправили в Штеттин и Костшин-над-Одрон, а от 7000 до 8 тыс. ставших лишних офицеров отправили обратно во Францию для наблюдения за новыми полками. Мюрат думал, что почти так же истощенные русские не смогут провести зимнюю кампанию к западу от Немана..  25 декабря в Кенигсберг прибыла подошедшая из Данцига дивизия Жана Габриэля Маршана, а остатки 8-го корпуса были отправлены обратно в королевство Вестфалия..
С помощью 10-го корпуса Макдональда на севере, 7-го франко-саксонского корпуса Жана Луи Ренье и австрийского корпуса Шварценберга на юге, а также собранных в Польше войск Мюрат надеялся сформировать линию обороны на Висле. Чтобы замедлить продвижение русских, он приказал Шварценбергу возглавить контратаку из Гродно и Белостока. На 20 декабря корпус Ренье насчитывал 8 тыс. французов и 8 – 9 тыс. саксонцев, австрийский корпус — 24–25 тыс.

### Русская армия на Немане

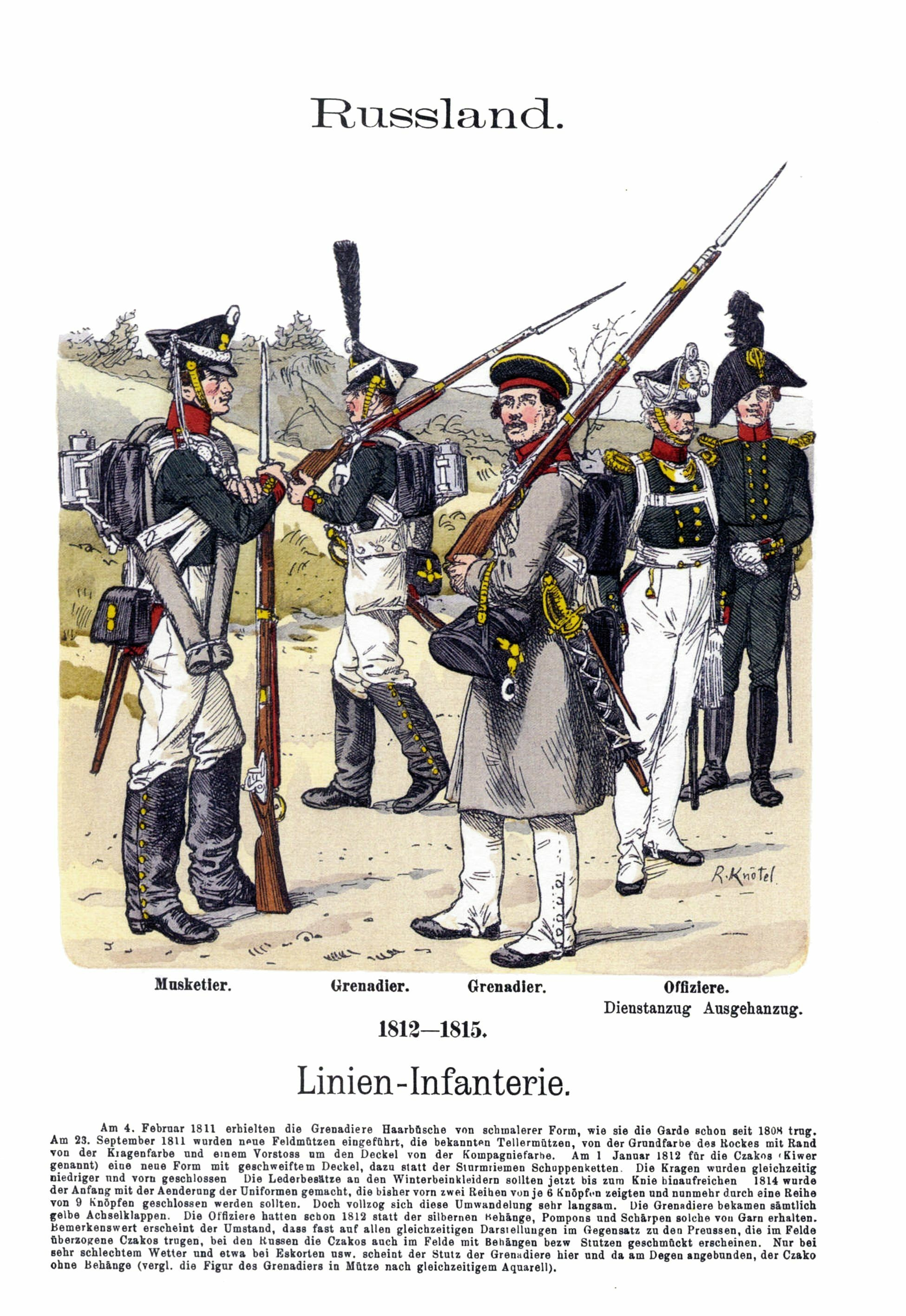
Русская пехота 1812—1813 годов. (иллюстрация Рихарда Кнётеля, 1890).

11 декабря 1812 г. русская армия вошла в Вильнюс; 14 декабря казаки атамана Матвея Платова отбили Каунас. Если французская армия была истощена, то русская армия была едва ли лучше. Из 97 тыс. человек бывших у Кутузова в октябре в лагере Тарутино, в декабре 48 тыс. лежало в госпиталях и только 42 тыс. были готовы к боям. Армия медленно продвигавшаяся на северном фланге Петра Витгенштейна, была менее испытана и насчитывала 35 тыс.; у адмирала Павла Чичагова на южном фланге было 17 тыс. плюс 7 тыс. генерала Фёдора Эртеля, который вскоре присоединится к ним. В опустошенной Литве оставалось мало продовольствия, а солдатам были нужны отдых, еда и новое снаряжение. Свирепствовал тиф, и генерал-интендант Егор Канкрин констатировал плохой уровень медицины в армии: пока армия была на территории России, она могли рассчитывать на государственные больницы, без этого лечение солдат оставалось случайным. 13 декабря Кутузов написал царю с просьбой о продолжительном отдыхе.
Александр прибыл в Вильнюс 22 декабря 1812 года, чтобы отпраздновать свою победу. Он наградил Кутузова высшей русской наградой — большим крестом ордена Святого Георгия, но на самом деле был недоволен его медлительностью, позволившей Наполеону ускользнуть при переправе через Березину, и дал ему в качестве начальника штаба Петра Волконского. Александр отвергает осторожные советы нескольких военачальников (Кутузова, адмирала Александра Шишкова и полковника Карла Вильгельма фон Толля), решив продолжать войну до освобождения Германии и Европы от французского господства. Вместе с отвечающим за тыл Алексеем Аракчеевым и главой дипломатии Карлом Нессельроде он надеялся переманить Польшу и немецкие государства на свою сторону. Кутузову, очень популярному, но измученному и больному, были отведены символические функции, а произведенный в генералы с чином генерал-квартирмейстера Толль стал главным военным советником. Кутузову, несмотря на сопротивление, пришлось собственноручно подписать продиктованную Александром прокламацию, в которой он объявлял, что Россия идет освободить Пруссию чтобы вернуть ей былое величие и относиться к ней как к дружественной стране.

## Формирование союзов

### Уход австрийского контингента
Шварценберг не хочет рисковать своими войсками: в Слониме он заключает секретное соглашение с русским генералом Иларионом Васильчиковым, по которому обязался покинуть российскую территорию и не беспокоить его на зимних квартирах в Польше. С 24 декабря 1812 г. началось отступление к реке Нарев, возглавляя при отступлении 7-й корпус · . Русский генерал Остен-Сакен через прокламации и бюллетени дал понять, что «мы ведем войну не против австрийцев, а против французов и поляков"}}. В январе 1813 года Шварценберг отступил в австрийскую Галицию. Австрия, ограниченный союзник Наполеона, ещё не оправилась от поражения 1809 года и банкротства 1811 года: её армия сокращена до минимума, большинство оружейных заводов было закрыто, и она не желает рисковать новой войной, пока не восстановит свою силу.. 6 января 1813 года венское правительство предписало Шварценбергу больше не принимать во внимание приказы Мюрата и сосредоточиться исключительно на прикрытии Галиции..
Австрийское общественное мнение в целом было враждебно настроено к Наполеону, который наносил поражение Австрии в 1805 и 1809 годах, лишил её ряда провинций и наложил крупные контрибуции; дворянство видело в нём продолжение Французской революции, в то время как влиятельное духовенство обвиняло его в аресте Папы Пия VII. Императору Франциску пришлось с неохотой согласиться на брак своей дочери Марии-Луизы с Наполеоном и отправку вспомогательных сил в русский поход, но он ждал возможности вернуть утраченное. Возглавляющий австрийскую политику Клеменс фон Меттерних тайно вёл переговоры с Россией. 25 января 1813 года он написал приказ о мобилизации 100 тыс. человек, включая вернувшиеся из России войска, который должен был вступить в силу 1 апреля. 30 января в Цайце он подписал перемирие с русскими.. Французский посол Луи Гийом Отто сообщил об изменении мнения Австрии, но все же считал, что правительство в Вене было привержено французскому союзу. Наполеон потребовал увеличения австрийского контингента на 30 тыс. и даже предложил субсидии в 45 млн флоринов на его финансирование, отказываясь при этом от каких-либо территориальных уступок в пользу Австрии. Это позволило Австрии вновь открыть оружейные заводы, отозвать всех пребывавших в отпуске солдат, собрать припасы и лошадей для создания армии в Галиции и Буковине.

### Начало перехода Пруссии на сторону союзников

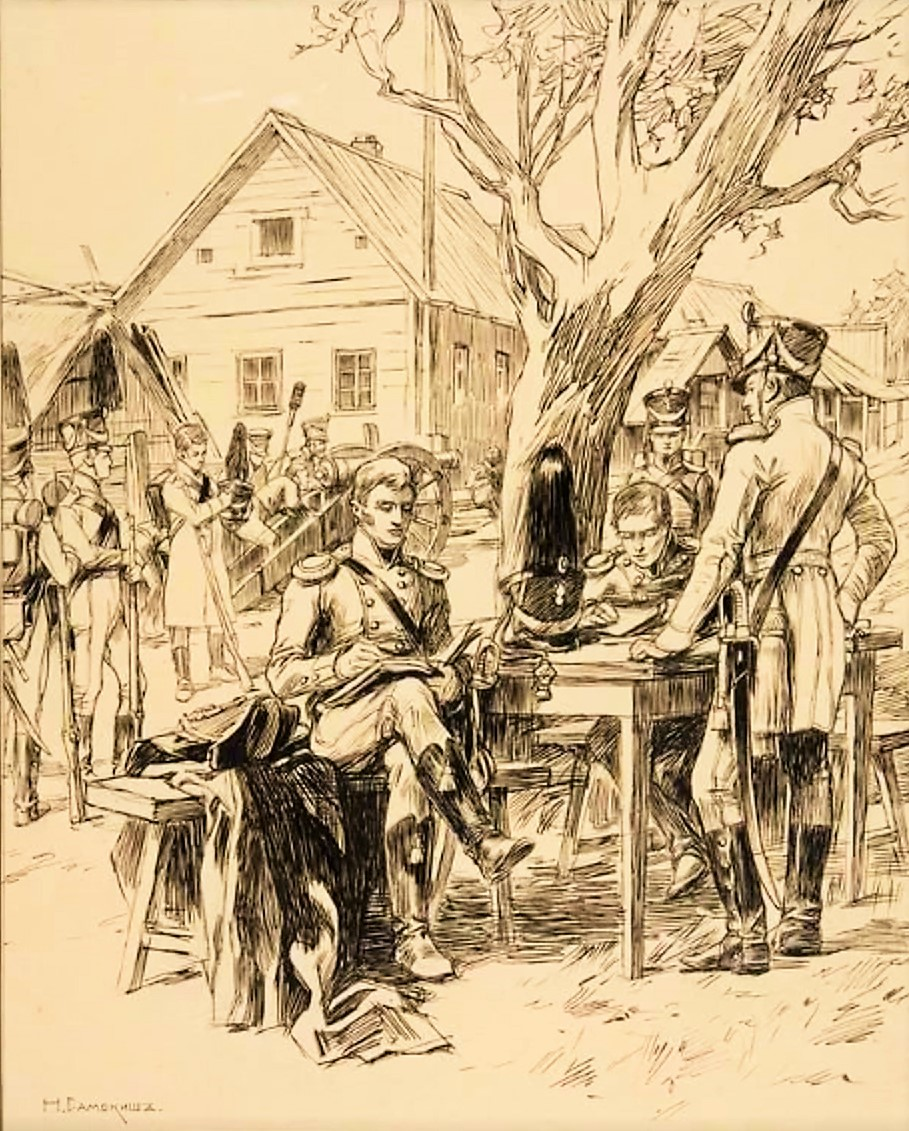
Привал во время русской кампании, рисунок Николай Самокиш, ок. 1812.

10-й корпус Макдональда, обездвиженного перед Ригой, состоит из эквивалента трех дивизий: 20-тысячной прусской дивизии под командованием генерала Людвига Йорка и 7-й дивизии, которой командовал французский генерал Гранжан, состоявшей из поляков (большинство личного состава), а также вестфальских и баварских контингентов. В ноябре губернатор Риги и русский генерал Филиппо Паулуччи вступил в контакт с Йорком: он сообщил ему об отступлении Наполеона из Москвы, затем о переходе Березины и попытался убедить его перестать подчиняться французам, напирая на его патриотизм. В то же время отношения между Йорком и Макдональдом обострились: прусский генерал предъявлял всё более жёсткие требования и, не отрекаясь от своего короля, думал, что последний готов порвать с французами · .
Наполеон, покидая армию, оставил Макдональда и Шварценберга без точных инструкций, и его сообщения заставили их поверить, что основная армия находится в отличном состоянии. И только 9 декабря Мюрат написал им об отходе: одному на Тильзит, другому на Белосток. Связь уже была сильно нарушена, Макдональд получил приказ об отступлении только 17 декабря, но, зная, что Великая армия находится в затруднительном положении, подготовил эвакуацию 15 декабря.Дивизия Гранжана шла впереди с несколькими прусскими частями, 26 декабря она разбила русский авангард у Пиктупонена и отбила Тильзит, откуда казаки отошли без боя 27-го числа, а 28-го снова переправилась через Неман · . Прусская кавалерия под командованием Карла фон Массенбаха все ещё сражалась на стороне французов при Пиктупонене.
Однако Йорк вступил в контакт с русским генералом немецкого происхождения Иваном Дибичем, командовавшим авангардом Витгенштейна: 30 декабря 1812 г. он подписал с ним Таурогенскую конвенцию, которая нейтрализовала прусский корпус и предусматривала его мирное возвращение в Пруссию. Прибывший в Тильзит Массенбах был проинформирован об этой конвенции и, посоветовавшись со своими офицерами, переправился через замерзший Неман, чтобы присоединиться к Йорку.
27 декабря Паулуччи оккупировал прусский порт Мемель к северу от Немана, и попытался установить там российскую администрацию. Эта инициатива была немедленно отвергнута царем Александром, который отправил сосланного в Россию бывшего прусского министра и барона Генриха Фридриха Штейна для обеспечения соблюдения интересов Гогенцоллернов, ожидая, пока ещё не определившийся Фридрих Вильгельм примет решение о союзе с Россией.
Исполняющий обязанности командующего провинцией Восточная Пруссия Фридрих Вильгельм Бюлов имел под своим командованием корпус численностью 10 тыс. человек, предназначенный для усиления корпуса Макдональда: узнав о бегстве Йорка и приказе об эвакуации французских войск из Кенигсберга он удалился в Грудзёндз и прекратил сотрудничество с французами. В Кенигсберге все более откровенно враждебно настроенное к французам население делало все возможное, чтобы помешать им эвакуировать припасы..

## Французское отступление к Эльбе

### Возобновление русского наступления

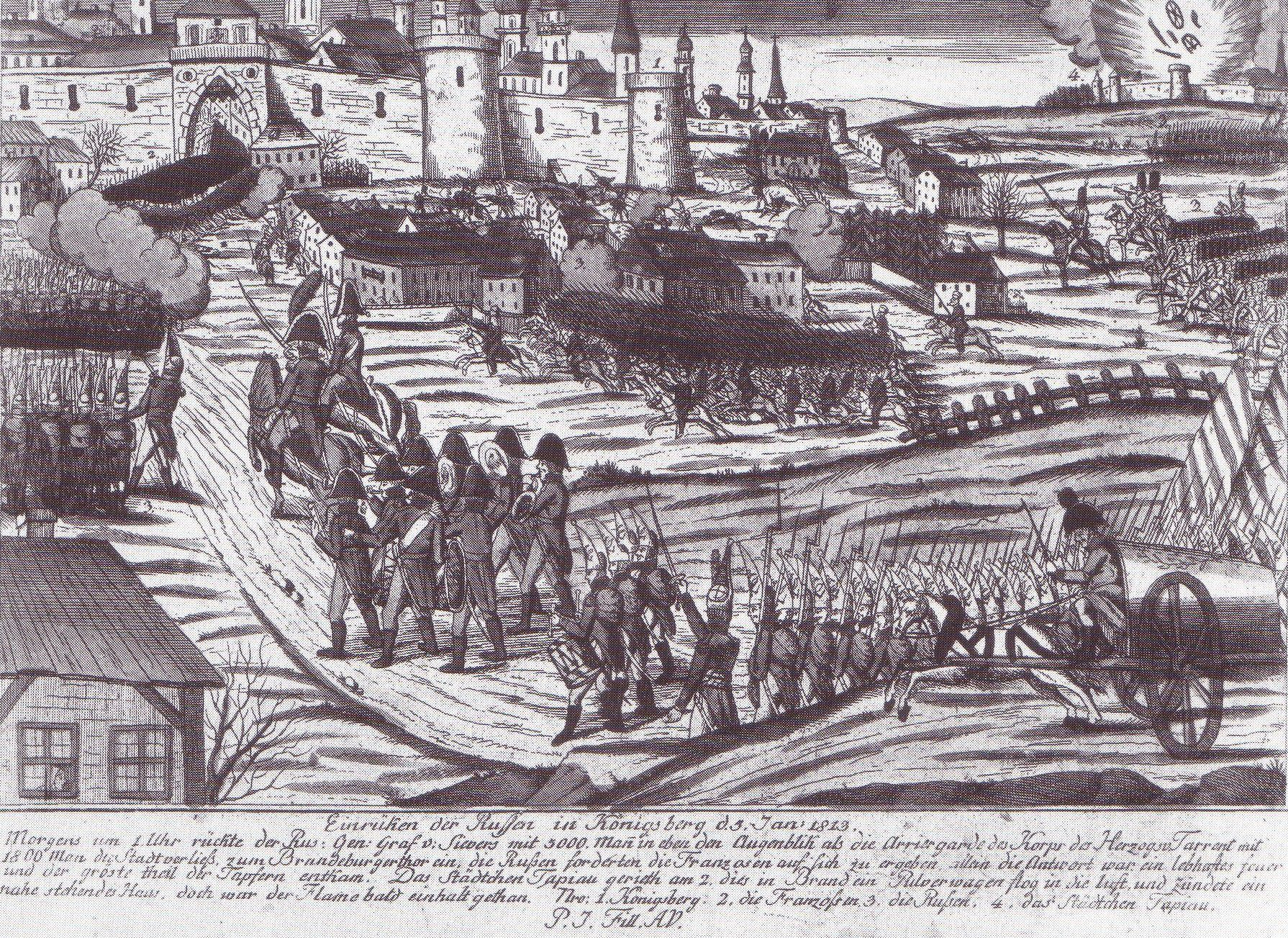
Вступление русской армии в Кенигсберг 5 января 1813 г.

По состоянию на 1 января русские выставили 111 936 человек, в том числе 64 145 пехоты, 18 614 кавалерии, 17 450 казаков и 11 727 артиллеристов при 849 орудиях. Со 2 января кавалерийский отряд Димитрия Шепелева преследовал французов в Восточной Пруссии, оказывая давление на их эвакуацию: с некоторыми арьергардными боями отступавшие были вынуждены оставить Браунсберг, Эльбинг и Мариенвердер. Русские захватили крупные склады продовольствия и боеприпасов в Эльбинге и Бранево, а также оружие, хранившееся на обездвиженных морозом баржах.
Русские войска вошла в Польшу в следующем порядке :
- Первая колонна (Витгенштейн с Шпелевым в авангарде) направилась к Эльбингу, где отдыхала с 14 по 21 января;
- Вторая колонна (Платов с Чернышевым в авангарде), состоявшая главным образом из казаков, 24 января подошла к Данцигу;
- Третья колонна, называемая Дунайской армией (Чичагов), медленно продвигается к Торуни;
- Четвёртая колонна (Александр Тормассов), в которую были император Александр, его брат Константин и маршал Кутузов, 9 января вышла из Вильнюса и 5 февраля прибыла в Плоцк;
- Пятая колонна (Михаил Милорадович при поддержке Остен-Сакена, Фердинанд Винцингероде, Дмитрия Дохтурова и Радта) направляется в сторону Варшавы[35].

### Отход французов к Висле и Одеру
1 января 1813 года Великая армия, усиленная заменившими Маршана дивизиями Этьена Эдле и Луазона выстроила на передовой линию 24 тыс. солдат с примерно 50 пушками, 21,5 тыс. были на Висле и 6 тыс. пеших кавалеристов ожидали лошадей. К французам добавляются 4,5 тыс. баварских союзников и 1,5 тыс. вестфальцев.
13 января дивизия Гранжана была отправлена в Данциг. Союзные французские и немецкие войска плохо выдержали испытания отступления. Дивизия Эделе, состоявшая в основном из молодых французских и немецких рекрутов, потеряла большую их часть из-за холода и болезней. Члены дивизии Маршана жили за счет грабежа, массово дезертировали или сдавались русским: к моменту прибытия в Данциг осталась только 1 тыс.. Макдональд 10 января писал Мюрату: «Мы без еды, без фуража и без средств послать за ним». Мюрат усилил гарнизоны Данцига и Торуни, которые должны были стать опорными пунктами будущей кампании: 36 тыс. солдат из двадцати разных стран в Данциге смешались с остатками вернувшейся из России Великой армии и различных подкреплений, привезенных из Германии и Италии; в Торуни было 3,6 тыс., в основном баварцы. Кроме того, Наполеон в письме от 14 декабря 1812 года просил короля Пруссии собрать 30 тыс. для усиления обороны Вислы: несмотря на переход Йорка, Наполеон все ещё рассчитывал на то, что австрийский корпус Шварценберга прикроет Варшаву и нанесет удар по Висле. Прусский корпус Бюлова предназначался для прикрытия Торуни. Однако с середины января русская конница блокировала Данциг и Торунь, ожидая пехоты, которая не могла подойти ранее февраля.
Русские имели явное численное превосходство: 59 тыс. солдат и 299 орудий, плюс резервный корпус Кутузова, который все ещё находится в Вильнюсе, с 50 тыс. и 274 пушками, а также подходившее подкрепление в 9,4 тыс. и 44 пушками. К югу от Гродно у русских было 23 тыс., противостоящих корпусу Ренье, который был вынужден отступить из-за отсутствия поддержки со стороны австрийцев. Мюрат все более пессимистично оценивал исход кампании и неоднократно просил его заменить: привыкший к крупным конным наступлениям, он говорил, что не способен вести оборонительную войну. Кроме того, он был особенно озабочен сохранением своего Неаполитанского королевства, которое в его отсутствие могло быть захвачено англичанами и отступившими на Сицилию сторонниками прежней правящей династии Бурбонов. 17 января он покинул армию по собственной инициативе, чтобы вернуться в Неаполь, оставив командование зятю Наполеона и вице-королю Италии Эжену Богарне. Последний, получив одобрение маршалов, разместил свою штаб-квартиру в Познани, где оставался до 11 февраля. · .
Наполеон очень недоволен поведением Мюрата, но одобрил принятие командования Эженом и в «Le Moniteur universel» подтвердил, что тот «пользуется полным доверием императора.
Евгений реорганизует свою армию: не считая гарнизонов крепостей, у него было 11,5 готовых к боям солдат, объединяющих остатки пяти армейских корпусов. Он сформировал французскую дивизию под командованием Этьена-Мориса Жерара, баварскую дивизию под командованием де Вреде (затем Антона фон Рехберга) и одну, в основном польскую, под командованием Жан-Батиста Жирара; кавалерия была представлена 500 конными гвардейцами, 300 баварцами, незначительным отрядом литовским улан, 400 литовскими кавалеристами под командованием князя Ромуальда Гедройце. То, что осталось от пешей артиллерии, было отправлено на реорганизацию в Магдебург, а конная артиллерия — в Берлин. 5-й Польский корпус начинает восстанавливаться, набирая 25 тыс. рекрутов, но Понятовский в письме от 21 января предупреждал Эжена, что молодые солдаты ещё не умеют обращаться с оружием, а у него не осталось достаточно опытных солдат для их обучения.

### Падение Варшавы

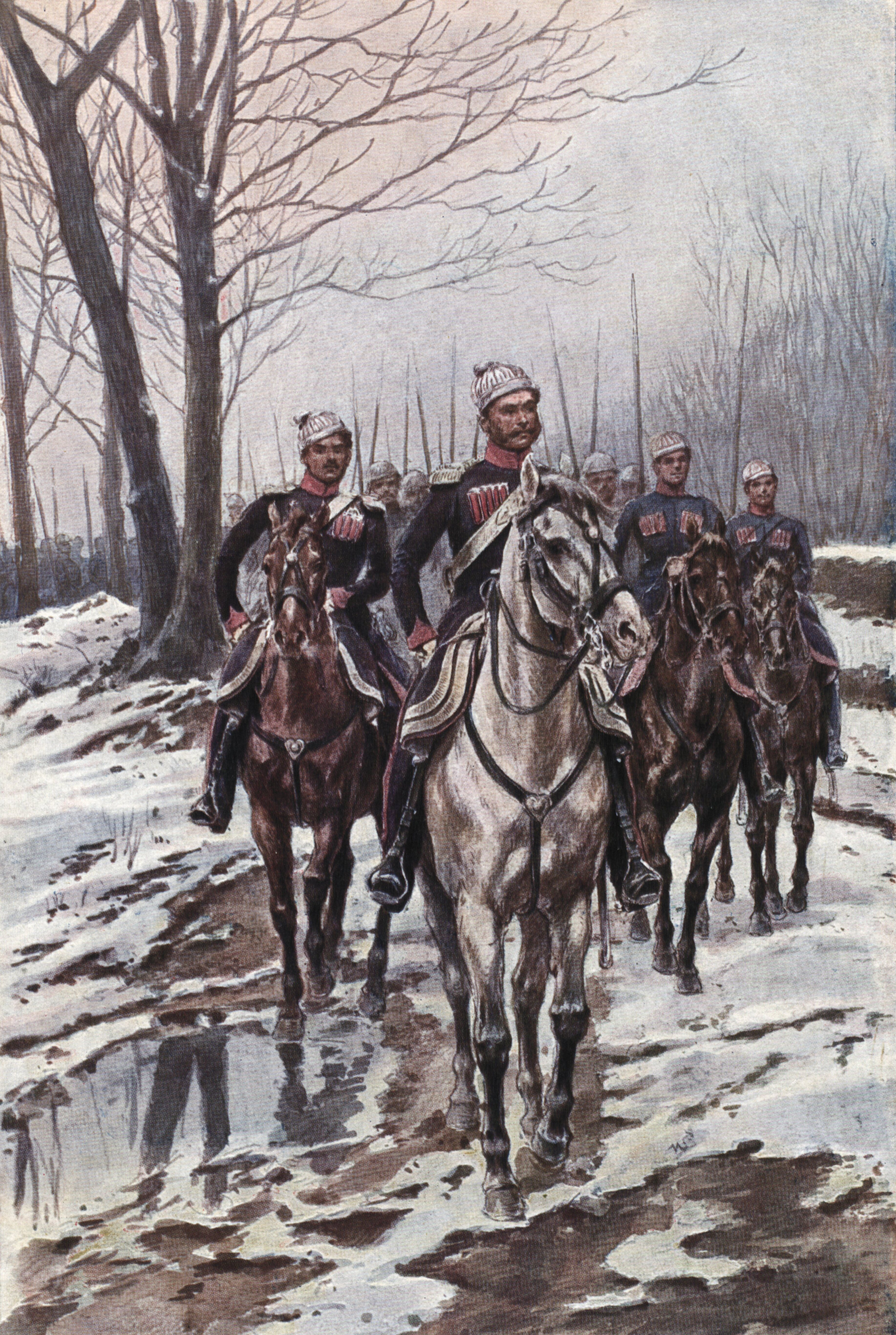
Уланы Варшавского герцогства в 1814 году (Бронислав Гембажевский, 1905 год).

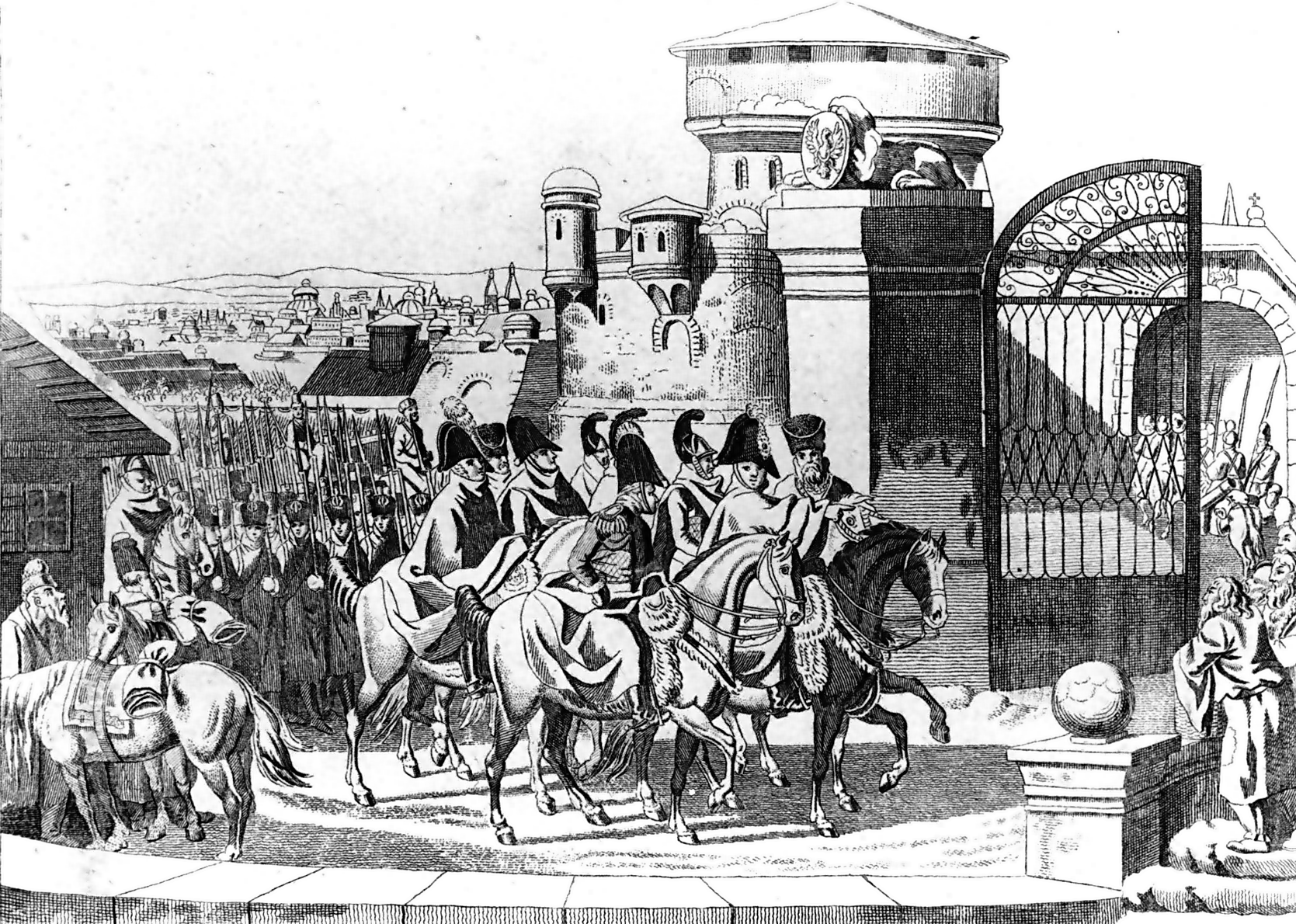
Русская армия входит в Варшаву.

Колонна Милорадовича направилась к Варшаве вслед за корпусом Шварценберга, окруженным корпусами Ренье и Понятовского. Согласованные действия русских и австрийцев позволили Шварценбергу покинуть Варшаву, вынудив Рейнье и Понятовского отступить. Понятовский в письме от 2 февраля писал Эжену, что ему придется оставить большую часть своих рассредоточенных по нескольким отдаленным городкам рекрутов плохо оснащенных и мало обученных маршу». Он мог взять с собой лишь 10-12 тыс. человек. 2 тыс. раненых и больных австрийцев, 4 тыс. не подлежавших перевозке французов и поляков были оставлены в варшавских госпиталях и взяты в плен русскими. Председатель польского сената в перехваченном письме написал: «Богарне обещал переехать из Познани, чтобы помочь нам, но теперь это как горчица после ужина».
4 февраля 1813 года французская администрация эвакуировала Варшаву вместе с послом Эдуардом Биньоном, солдаты Милорадовича вошли в город без боя 8 февраля. Крепость Модлин была окружена русскими, имея хорошие припасы и гарнизон из 4 тыс. поляков, 600 французов и 600 саксонцев..
Корпус Ренье отступал в сторону Познани, не зная, что Эжен занимался его эвакуацией. 13 февраля его поймал Винцингероде, нанесший поражение в битве при Калише. Однако его частям удалось достичь Понятуков в Ченстохове, а затем направиться в сторону Глогау, где она не нашла ожидаемых саксонских подкреплений.
Понятовский заключил перемирие с русскими и эвакуировал свой корпус во временную столицу герцогства в австрийском Кракове. Многие польские добровольцы присоединились к нему, бежав из контролируемых русскими территорий; в июне 1813 г. его корпус достигнет 18 тыс..
Александр въезжает в Варшаву и создает Временный верховный совет Варшавского герцогства. Русские окружают последние польские крепости: Чичагов оставляет 6 тыс. перед Торунью с гарнизоном из 4 тыс. баварце и 500 французов под командованием Жана Пуатевена, но в апреле 600 защитников погибли и 1,9 тыс. заболели, когда армия Александра Ланжерона начала осаду: крепость капитулировала 17 апреля. 22 марта защищаемая 900 поляками Ченстохова была разбомблена, а её склады сожжены: она сдалась корпусу Остен-Сакена 25 марта.. Александр Тормассов в феврале организовал блокаду Модлина и города Замосць, которые вместе с Данцигом будут сопротивляться до осени 1813 года..

### Рейды русской кавалерии
В конце января 1813 года в Пруссии шла мобилизация, но в боевой готовности были только корпуса Йорка и Бюлова общей численностью 40 тыс. Уставшие от долгого марша русские войска были разделены между 25-тысячным корпусом Витгенштейна в провинции Восточная Пруссия, корпусом Чичагова (4 февраля был заменён на Михаилом Барклай-де-Толли) перед Торунью и Бромбергом и 13-тысячным корпусом Фёдора Левиза перед Данцигом. 22 января Александр Чернышев, опираясь на свой опыт партизанской войны 1812 года, в письме Кутузову рекомендовал совершить серию кавалерийских рейдов западнее Вислы, чтобы извести французов, внести беспорядок в их коммуникации и предотвратить от контратак до тех пор, пока прусская армия не будет в боевой готовности. Были организованы три «летучие колонны»: колонна бывшего офицера австрийской армии Фридриха Карла фон Теттенборна переправилась через Одер севернее Кюстрина; колонна Александра Бенкендорфа переправилась к югу от Кюстрина; сам Чернышёв появилась в окрестностях Познани, где был штаб Евгения Богарне. Группировка состояла только из казаков и регулярной кавалерии и насчитывала около 6 тыс. кавалеристов, не имея пехоты; только у Чернышева было две конно-артиллерийские части, но сильно ослабленная французская кавалерия не могла их остановить или даже предоставить точные данные об их численности. Русские всадники переправились через Одер незадолго до оттепели: Теттенборн направился к Гамбургу, чтобы поднять ганзейские города, Бенкендорф удерживал дорогу между Франкфуртом-на-Одере и Берлином. 12 февраля у Серакува на реке Варта Чернышев врасплох атаковал отряд литовских улан и взял в плен 900 человек, 30 офицеров, 1 тыс. лошадей и их командира Ромуальда Гедройце (по данным Богдановича — 400 солдат и 20 офицеров). 20 февраля отряд казаков совершил набег на Берлин и сразу же отступил, вызвав тревогу.

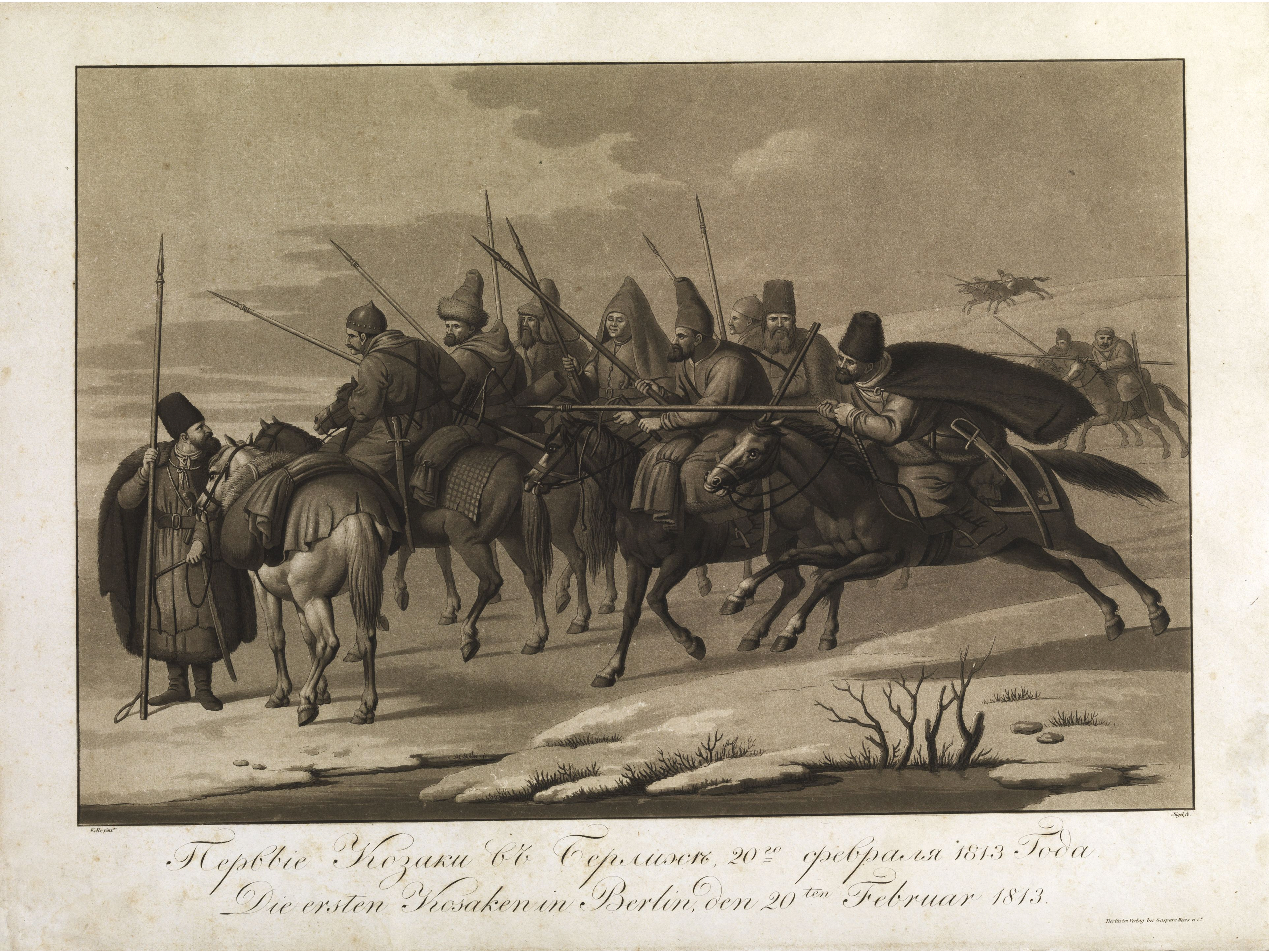
Первые казаки в Берлине, 20 февраля 1813 года (литография).

22 февраля Эжен эвакуировал свою штаб-квартиру из Франкфурта-на-Одере, чтобы перевести её в Кёпеник под Берлином; он сжег мосты у Франкфурта-на-Одере, Кроссена-на-Одере и Шмёквица. Отряд Бенкендорфа уничтожил подразделение итальянских шеволежеров под Мюнхенбергом: эта потеря вместе с утратой отряда Гедройце оставила Эжену едва ли 1 тыс. кавалеристов · .
В конце февраля начали прибывать первые подкрепления, присланные из Франции: Жак Лористон собрал учебное ядро 5-го корпуса в районе Магдебурга, Клод-Виктор Перрен со 2-м корпусом был в Виттенберге, 1-й корпус Луи Никола Даву пребывал в Лейпциге. 7-й корпус Ренье, в котором осталось всего 2 тыс., находился в Дрездене, 11-й корпус Поля Гренье — около Виттенберга. Наполеон был плохо информирован о состоянии французских и союзных войск и считал, что русские ослаблены их разбросанностью. Однако Евгений не мог игнорировать наступление русских и враждебное настроение прусского населения, из-за чего решил отвести войска к Эльбе.
Перехват писем позволил русским предсказать следующие перемещения французов: обескураженный грабежами своих конвоев и все более воинственным отношением пруссаков маршал Пьер Ожеро эвакуировался из Берлина, где уже 4 марта находился авангард Николая Репнина-Волконского. Буржуазная гвардия открыла ворота, а население Берлина приветствовало с энтузиазмом. Репнин-Волконский назначил себя губернатором Берлина, а брат короля принц Фридрих Генрих Карл приехал приветствовать вошедшего 11 марта в Берлин Витгенштейна. Отряды Чернышева и Бенкендорфа беспокоили отступающих к Виттенбергу французов. 10 марта французская армия была почти полностью отведена на левый берег Эльбы.. Наполеон из Парижа был недоволен этими последовательными неудачами, о чём писал 11 марта Евгению.

### Расширение коалиции
Избранный наследным принцем Швеции в 1810 году французский маршал Жан-Батист Бернадот не хотел поддерживать своего бывшего государя во время вторжения в Россию: напротив, он сблизился с Россией и Британией, которое вселили в него надежду на приобретение Норвегии. 3 марта 1813 года по Эребрускому миру Бернадот заключил союз с Британией и пообещал собрать «против общих врагов» армию в 30 тыс. в обмен на субсидию в 1 млн фунтов стерлингов, а также остров Гваделупа. 5 апреля, не разрывая открыто с Наполеоном, Бернадот подписал секретный договор с Россией и высадил свои войска в конфискованной у него Францией в январе 1812 года шведской Померании. 22 апреля он подписал ещё одну секретную конвенцию с Пруссией.
Британцы, уже участвовавшие в войне на Пиренеях, не хотели посылать войска в Северную Европу, но финансировали противников Наполеона и посылали им офицеров.

## Русско-прусское наступление

### Положение Пруссии

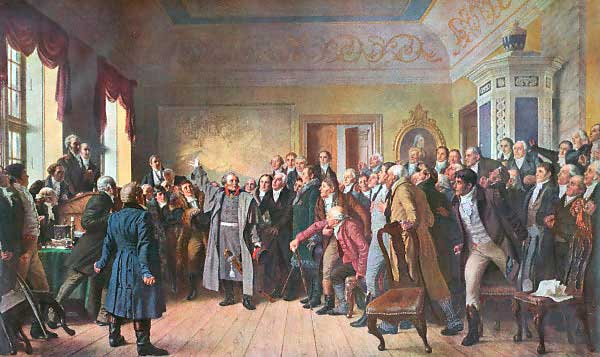
5 февраля 1813 года Йорк в Кенигсберге призывает сословия освободиться от Франции (копия картины Отто Бра́узеветтер, 1888 год).

После сокрушительного поражения в войне четвёртой коалиции в 1806 году лишенная огромных территорий и обремененная контрибуцией Пруссия, задумалась о реванше. Проведенные между 1807 и 1812 годами реформы были направлены на восстановление национальной армии: была создана военная академия, организованы объединяющие пехоту, кавалерию и артиллерию бригады, новый воинский устав 1812 года предусматривал подготовку предназначенных для стрелкового боя тиральеров. Король Фридрих Вильгельм, опасаясь разрыва с Наполеоном, сослал реформаторов, но продолжил их дело. В 1812 году он согласился на отправку прусского подкрепления в поход против России. В январе 1813 года он дезавуировал Тауроггенское перемирие Йорка.. Однако общественное мнение в Пруссии было чувствительным к призывам из пребывавших в России немецких изгнанников; 29 декабря прусские сословия безуспешно просили короля заключить мир с Россией. Йорк вернулся в Восточную Пруссию с русской армией, и 8 января 1813 года провинциальные штаты Кенигсберга признали его губернатором «освобождённых территорий». 8 февраля небольшой французский гарнизон последнего оккупированного города провинции Пиллау был вынужден сдаться после дезертирства прусских вспомогательных войск.. На следующий день провинциальные штаты проголосовали за создание ландвера.
21 января все ещё официально являвшийся союзником Франции Фридрих Вильгельм выехал из Берлина в Бреслау с небольшой свитой. Он работал над усилением армии: за счёт привлечения резервов он планировал увеличить её с 42 до 78 тыс. 3 февраля он подписал указ о наборе на воинскую службу способных экипироваться за свой счет добровольцев-егерей, то есть набираемых из богатых сословий и способных руководить новыми частями. Он не без неохоты одобрил создание автономных фрайкоров, таких как отряд фон Лютцова. 9 февраля другой указ отменил большинство освобождений от военной службы и приговорил к гражданской и профессиональной дисквалификации тех, кто уклонялся от призыва..
В то же время король вел тайные переговоры с Россией: он все ещё не решался открыто встать на её сторону и требовал гарантий на возврат ранее приобретенных Пруссией в ходе трёх разделов Польши территории, в то время как Александр хотел создать автономное государство под суверенитетом России. Подписанный 27-28 февраля 1813 года Калишский союзный договор предоставил Пруссии в качестве компенсации большую полосу польской территории, соединяющую Восточную Пруссию и Силезию. Два государя планировали добиться присоединения к их союзу Австрии и другие немецких государств · . Россия соглашалась выставить 150 тыс., Пруссия — 80 тыс..

### Разворот Пруссии и Северной Германии

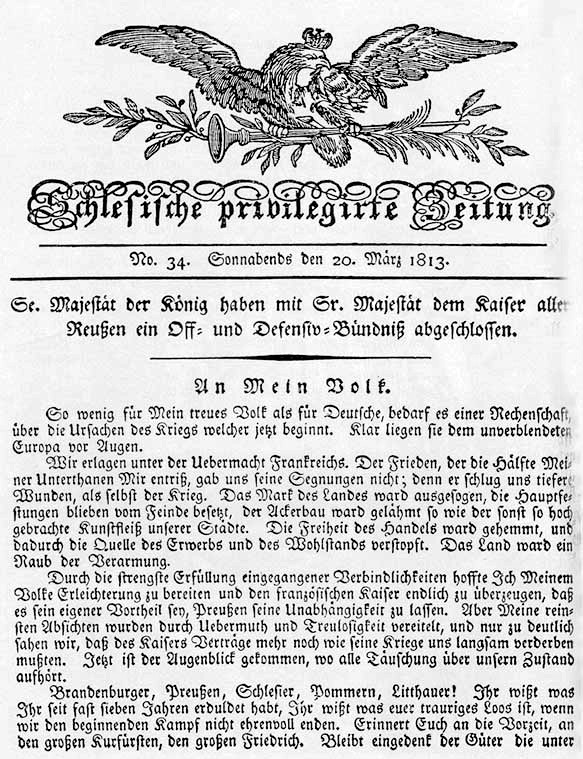
Моему народу (An Mein Volk): прокламация Фридриха Вильгельма III с призывом бороться против Франции (20 марта 1813 года).

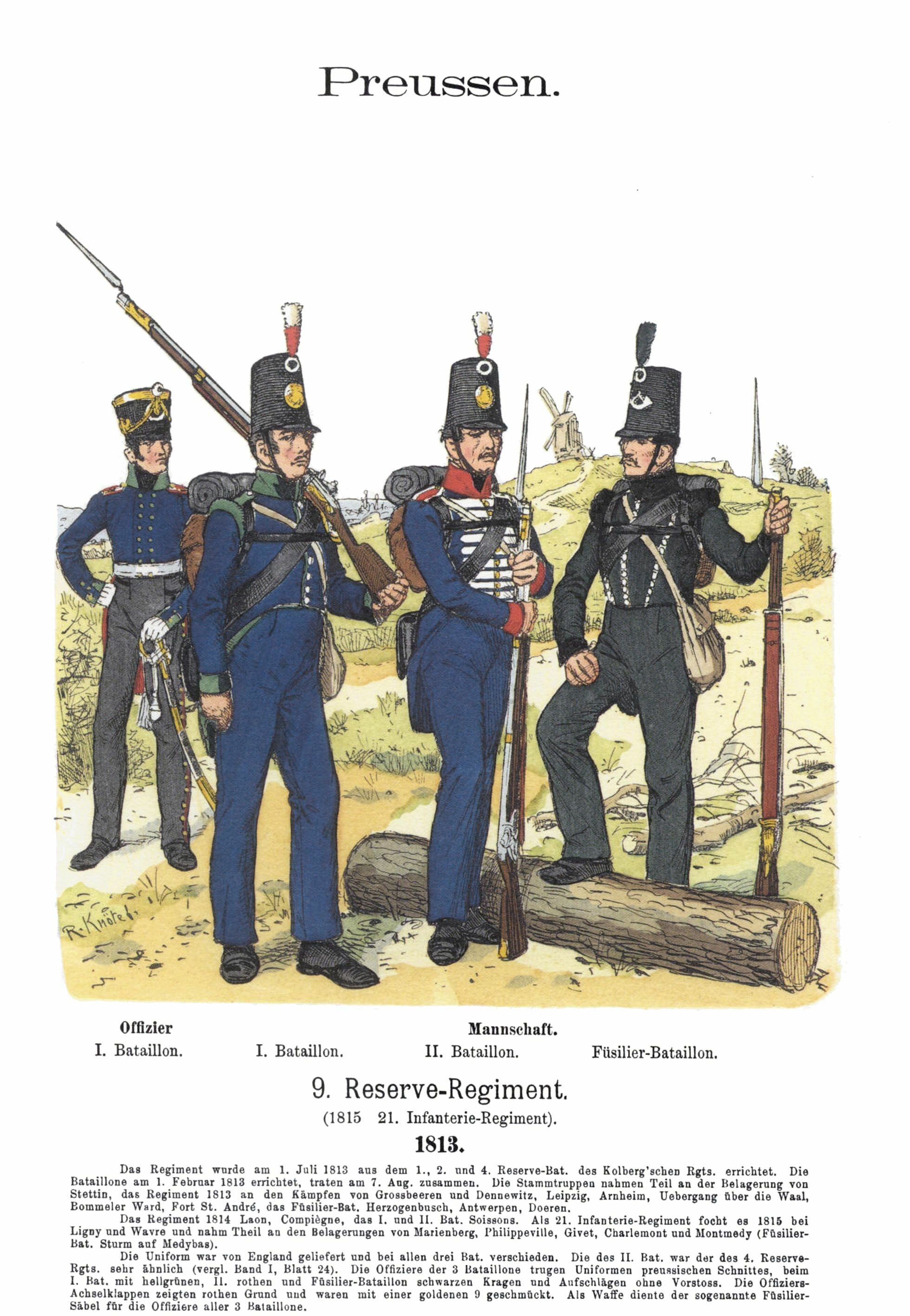
Прусская пехота в 1813 году (иллюстрация Рихарда Кнётеля, 1890).

15 марта прусский генерал-лейтенант Богислав Тауэнцин, ожидая официального объявления войны, направил вызов командующему гарнизоном Штеттина Симону Дюфрессу. С 16 по 24 марта прусская армия по приказу Гебхарда Блюхера покинула Бреслау и направилась к Эльбе, а корпус Бюлова форсировал Одер у Шведта. За вошедшей в Берлин 11 марта армией Витгенштейна 17 марта последовал корпус Йорка, который наконец получил одобрение короля. 16 марта канцлер Пруссии вручил французскому послу ноту об объявление войны. Фридрих Вильгельм распространяет мобилизацию на все провинции, планируя привлечь в армию 120 тыс.. Русский авангард под командованием немецкого генерала Теттенборна продвигается вдоль Балтийского моря и добился 16 марта захвата герцогства Мекленбург-Шверин, а через две недели — Мекленбург-Стрелиц. 18 марта Теттенборн с отрядом казаков вошел в Гамбург, открывший перед ним свои двери. Он восстановил старое правительство вольного города и собрал добровольческий Ганзейский легион, для защиты немецких портовых городов. Наполеон 18 марта писал: «Эвакуация Гамбурга стоила мне сотни пушек и многих миллионов».
В начале апреля к коалиции присоединились небольшие саксонские герцогства, но остальные члены Рейнского союза сохранили верность своему протектору Наполеону. Французские части эвакуировались из Бремена и Ольденбурга, 15 и 16 марта контр-адмирал Пьер Лермит был вынужден эвакуировать Куксхафен, уничтожив свою флотилию и запасы боеприпасов.
31 марта прусский корпус Людвига фон Борстеля в 5 тыс. человек с дополнительным отрядом казаков расположился лагерем в Мёккерне для наблюдения за французским гарнизоном Магдебурга.
9 марта Евгений основал свою штаб-квартиру в Лейпциге; однако поддержка королевства Саксония была все менее гарантированной. Эжен поручает маршалу Даву командовать Дрезденом и удерживать его, в случае необходимости взорвав мост через Эльбу. 21 марта 7-й саксонский корпус эвакуировался из Торгау.. 25 марта три русские летучие колонны, усиленные прусскими солдатами, пересекли Эльбу между Майсеном и границей с Богемией. Баварская дивизия Антона фон Рехберга эвакуирует Мейсен и, присоединившись к дивизии Франсуа Дюрютта, отступает к Вальдхайму, все ещё подвергаясь преследованиям со стороны русских. Русский авангард Сергея Ланского входит в Дрезден-Нойштадт на восточном берегу Эльбы,. Витгенштейн обращается с прокламацией к саксонцам.. 26 марта прусская армия заняла Дрезден: королю Фридриху Августу пришлось бежать и провозгласить нейтралитет. Местное перемирие позволило Ренье остаться в старом городе Дрездена к западу от Эльбы.
После входа в Берлин и до начала апреля Кутузов воспользовался перерывом для отдыха, пополнения и перевооружения своих войск.

### Союзники на Эльбе
В конце марта, с присоединением Ландвера, Пруссия имела под ружьем 132 000 человек Патриотический энтузиазм был неодинаков: студенты (2 % населения) составляют 14 % добровольцев, ремесленники (7 % населения) составляют 41 %, а крестьяне (75 %) — лишь 18 %. Денежный сбор, известный под формулой «Золото за железо» (по-немецки: «Gold gab ich für Eisen (de)»), позволил собрать 6,5 млн талеров. Представительницы королевской семьи призывали немецких женщин поддерживать армию пожертвованиями и работой. Евреи, недавно освобожденные указом от 11 марта 1812 г., внесли большой финансовый вклад и впервые получили право вступить в армию.

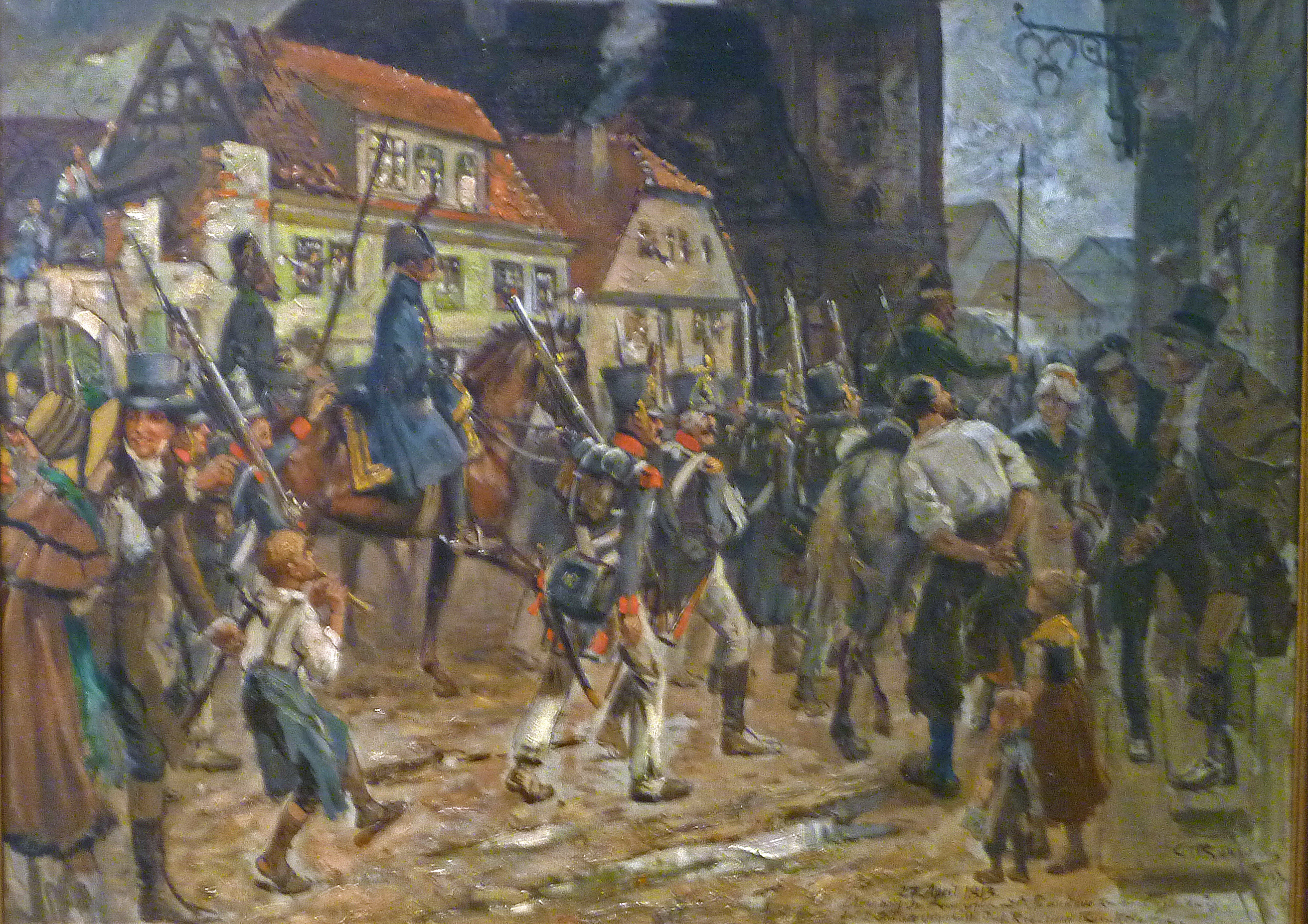
Карл Рёлинг. Эвакуация французов из Шпандау 27 апреля 1813 года.

Наполеон собирает на Майне армию в 111 тыс.. Рассредоточенная на левом берегу Эльбы армия Эжена едва ли была в состоянии противостоять переправе однако он рассчитывал на многоводность реки и на усталость русской армии от марша в несколько сотен километров зимой. Наполеон рекомендовал ему перегруппировать свои резервы, чтобы иметь возможность провести контратаку, если противник переправится через Эльбу.
Основная армия Евгения в конце марта насчитывала 26 — 28 тыс. Несколько частей рассредоточены по крепостям, и их контакты с основными силами армии становятся все более случайными: Штеттен (9 тыс. человек, Луи Грандо), Кюстрен (3,5 тыс., Форнье д’Альбе), Глогау (6 тыс., генерал Гаспар Форнье д’Альб), Глогау (6 тыс., Жан Руже де Лаплан), Модлин (6 тыс. под командованием голландского дивизионного генерала Хермана Данделса), Замосць (6 тыс. человек, Мауриций Гауке), кадры 3-го корпуса в Шпандау. Жан-Франсуа Брюн приводит несколько иные цифры: 27305 солдат и 833 офицера (плюс 2775 лошадей) в Данциге, 2468 солдат и 153 офицера в Модлине, 3745 солдат и 163 офицера в Торуни, неизвестное количество в Замосце, 8052 солдата и 272 офицера (плюс 148 лошадей) в Штеттине, 3749 солдат и 151 офицер в Кюстрине, 4339 солдат и 155 офицеров в Глогау, 2817 солдат и 209 офицеров в Шпандау.
2 апреля русская летучая колонна под командованием Чернышева и Вильгельма Дернберга выиграла битву при Люнебурге у французов, чей командир Жозеф Моран погиб в бою.
Вышедший 31 марта из Бад-Бельцига Витгенштейн, послал Фридриха фон Клейста блокировать Виттенберг и двинулся к Эльбе, чтобы присоединиться к пруссакам Блюхера, когда узнал, что французы строят лодочные мосты и укрепляют плацдарм на правом берегу перед Магдебургом: 2 апреля: Евгений, следуя инструкциям Наполеона, переправился через реку, чтобы выступить навстречу пруссакам. Небольшой корпус Борстелла отступил, ведя огонь в направлении Меккерна. Витгенштейн приказывает корпусам Бюлова и Йорка собраться на Меккерне. Несмотря на численное превосходство противника (40 против 60 тыс.), 5 апреля 1813 г. Витгенштейн отдал приказ о наступлении: пруссаки имели преимущество, и битва при Мёккерне закончилась отступлением французов в Магдебург. Эта русско-прусская победа, хотя и не была немедленно использована, побудила четыре небольших эрнестинских княжества присоединиться к русско-прусскому союзу.

## Итоги

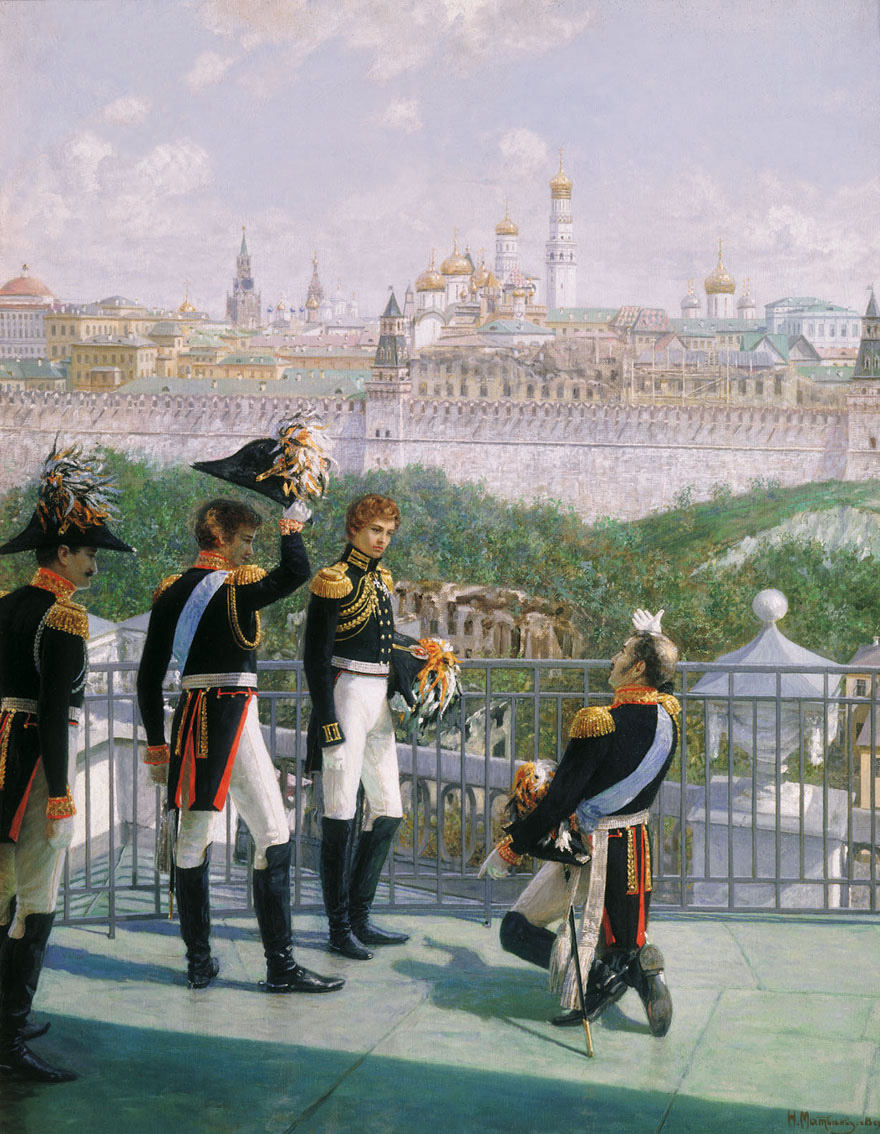
Король Фридрих Вильгельм III благодарит Москву (1818 г, Картина Матвеева Н. С., 1896 г.)

За пять месяцев почти непрерывного отступления Эжен умело маневрировал и избежал уничтожения своей армии, но положение французов ухудшилось. Наполеон прибыл в Майнц 16 апреля и с 25 апреля принял на себя непосредственное командование. По-видимому, мобилизация 1813 г. дала ему армию, более сильную, чем когда-либо: предусматривался набор 350 тыс. рекрутов, к которым ещё прибавилось 180 тыс.. Однако переход Пруссии на сторону России и восстания на северо-западе Германии показали хрупкость французской власти перед лицом растущего немецкого национального движения.. По мнению Карла фон Клаузевица, изнуренная долгим походом из Москвы русская армия столкнулась бы с катастрофой, если бы не нашла мощного союзника в лице Пруссии, которая смогла поддержать и пополнить запасы. Но и наоборот — Пруссия не смогла бы мобилизовать армию и освободиться от французской власти без прихода русской армии вслед за отступающими французами.
Несколько действовавших в северо-западной Германии отрядов русско-прусских кавалеристов вынудили Наполеона послать 40 тыс. армию с маршалом Даву, чтобы подавить восстание в ганзейских городах; Теттенборн без боя эвакуировал Гамбург в ночь с 29 на 30 апреля, но корпус Даву оставался там до конца правления императора. Чтобы пощадить жителей и избежать новых восстаний, Наполеон приказал своим солдатам оплачивать все расходы наличными.
Новой наполеоновской армии не хватало лошадей больше, чем людей. В ходе похода в Россию погибло 175 тыс. животных, во Франции удалось найти только 29 тыс. Польша и северо-восточная Германия были хорошими поставщиками лошадей, Австрия отказалась продать 32 тыс. закупленных в ноябре и декабре 1812 года и которые весной должны были быть доставлены в центры перевалки в Варшаве, Познани, Глогау, Берлине, Ганновере и Гамбурге, к моменту их прибытия большая часть этих городов уже были независимы от французов. Донесения Евгению в марте и апреле показывали плачевное состояние кавалерии: некомплектные полки, постоянные перемещения в поисках недоступных продовольствия и фуража, истощенные и раненые животные, дефектная или отсутствующая сбруя. Этот критический недостаток кавалерии будет одним из главных препятствий Наполеона на протяжении всей остальной кампании.
При отступлении из Москвы французам и их союзникам пришлось бросить 10 939 солдат и 109 раненых или больных офицеров в России и Белоруссии, 644 солдата в Литве, 16 818 солдат и 92 офицера между Неманом и Одером, 2196 солдат и трёх офицеров. между Одером и Эльбой. Они также бросили или уничтожили в Литве и Восточной Пруссии 212 816 центнеров зерна, 190 342 ц муки, 10 468 ц риса, 5 575 ц овощей, 382 957 ц овса.